# Elegia equisetacea
Elegia equisetacea là một loài thực vật có hoa trong họ Restionaceae. Loài này được (Mast.) Mast. mô tả khoa học đầu tiên năm 1885.